# Promovări (Star Trek: Generația următoare)
„Promovări” (titlu original: „Lower Decks”) este al 15-lea episod din al șaptelea sezon (și ultimul) al serialului TV american științifico-fantastic Star Trek: Generația următoare și al 167-lea episod în total. A avut premiera la 7 februarie 1994.
Episodul a fost regizat de Gabrielle Beaumont după un scenariu de René Echevarria bazat pe o poveste de Ronald Wilkerson și Jean Louise Matthias.

## Prezentare
Un grup de ofițeri juniori se luptă pentru promovare atunci când unul dintre ei primește periculoasa sarcină de a ajuta un spion cardassian. 

## Actori ocazionali
- Dan Gauthier – Sam Lavelle
- Shannon Fill – Sito Jaxa
- Alexander Enberg – Taurik
- Bruce Beatty – Ben
- Patti Yasutake – Alyssa Ogawa
- Don Reilly – Joret Dal